# Richard Budgett
Richard Gordon McBride Budgett (Glasgow, 20 de marzo de 1959) es un médico y deportista británico que compitió en remo.
Participó en los Juegos Olímpicos de Los Ángeles 1984, obteniendo una medalla de oro en la prueba de cuatro con timonel. Ganó una medalla de bronce en el Campeonato Mundial de Remo de 1981, en el dos con timonel.
Estudió Medicina en el Selwyn College de la Universidad de Cambridge y cursó una especialización en Medicina deportiva en la Universidad Queen Mary de Londres. Trabajó como médico director en la Asociación Olímpica Británica y en el Comité Olímpico Internacional.

## Palmarés internacional
| Juegos Olímpicos   | Juegos Olímpicos             | Juegos Olímpicos  | Juegos Olímpicos   |
| Año                | Lugar                        | Medalla           | Prueba             |
| ------------------ | ---------------------------- | ----------------- | ------------------ |
| 1984               | Los Ángeles (Estados Unidos) | Medalla de oro    | Cuatro con timonel |
| Campeonato Mundial |                              |                   |                    |
| Año                | Lugar                        | Medalla           | Prueba             |
| 1981               | Múnich (RFA)                 | Medalla de bronce | Dos con timonel    |